# Snow Tapes
Snow Tapes (deutsch Schneevideos) ist ein israelischer Kurzfilm von Mich’ael Zupraner aus dem Jahr 2011. Weltpremiere war am 27. April 2012 bei den Internationalen Kurzfilmtagen in Oberhausen.

## Handlung
Die Familie Al-Haddad aus Hebron macht einen Videoabend. Die Bilder sind eine Mixtur aus geworfenen Steinen als „persönlich-gefilmte“ Realität und der arabischen Teezeremonie in der „fremd-gefilmten“ Realität.

## Kritiken
„Für diese Arbeit, die ein besonders Gespür für politische Dringlichkeit und Komplexität zeigt, hat der Künstler einer palästinensischen Familie in der spannungsgeladenen Stadt Hebron eine Kamera gegeben. Doch statt einer eindimensionalen Darstellung eines politischen Konflikts macht er den Zuschauern durch die geteilte Leinwand das Leben schwer, in der wir nicht nur mit der brutalen Realität der Besatzung konfrontiert werden, sondern auch mit der Freude des Opfers, das einmal aggressiv sein kann, mit der Mehrdeutigkeit einer sowohl spielerischen wie auch aggressiven Schneeballschlacht, und mit dem israelischen Regisseur selbst, der einen Vorteil aus der Darstellung des Leidens der Palästinenser ziehen kann. Das Resultat ist rau und unfertig, ebenso subtil wie anspielungsreich, und verortet das Kino neu als aktiven Akteur jenseits der Trennung zwischen subjektiv und objektiv, statt sich mit einer passiven politischen Rolle zufrieden zu geben.“

## Auszeichnungen
Internationale Kurzfilmtage Oberhausen 2012
- Großer Preis der Stadt Oberhausen